# Stadionul Central-Academia Gheorghe Hagi
Stadionul Central al Academiei de Fotbal Gheorghe Hagi este un stadion de fotbal din cadrul complexului sportiv Academia Gheorghe Hagi, din Ovidiu, județul Constanța, și servește drept terenul de acasă al clubului Farul Constanța. Până în iunie 2021, stadionul a purtat denumirea de Viitorul. El are o capacitate de 4.545 de locuri pe scaune.

## Evenimente
| Partide internaționale de fotbal | Partide internaționale de fotbal        | Partide internaționale de fotbal | Partide internaționale de fotbal | Partide internaționale de fotbal | Partide internaționale de fotbal |
| Data                             | Competiția                              | Acasă                            | Deplasare                        | Scor                             | Spectatori                       |
| -------------------------------- | --------------------------------------- | -------------------------------- | -------------------------------- | -------------------------------- | -------------------------------- |
| 5 septembrie 2017                | Calificările pentru UEFA Euro U-21 2019 | România                          | Elveția                          | 1 - 1                            | 1.621                            |
| 10 noiembrie 2017                | Calificările pentru UEFA Euro U-21 2019 | România                          | Portugalia                       | 1 - 1                            | 2.553                            |